# Mistrzostwa Świata w Strzelectwie 1990
Mistrzostwa Świata w Strzelectwie 1990 – 45. edycja mistrzostw świata w strzelectwie. Odbyły się one w Moskwie (ZSRR).
Rozegrano łącznie 58 konkurencji, w tym 16 wyłącznie dla kobiet. Najwięcej medali zdobył Gracza Petikjan ze Związku Radzieckiego (8). W klasyfikacji medalowej zdecydowanie zwyciężyła reprezentacja Związku Radzieckiego. Polacy zajęli w tym zestawieniu  20. miejsce ex aequo z Kubą.

## Klasyfikacja medalowa
Gospodarze mistrzostw
| Pozycja | Kraj              | Złoto | Srebro | Brąz | Łącznie |
| ------- | ----------------- | ----- | ------ | ---- | ------- |
| 1       | ZSRR              | 20    | 15     | 11   | 46      |
| 2       | Stany Zjednoczone | 5     | 5      | 7    | 17      |
| 3       | Węgry             | 4     | 6      | 2    | 12      |
| 4       | Włochy            | 4     | 2      | 2    | 8       |
| 5       | RFN               | 4     | 1      | 2    | 7       |
| 6       | NRD               | 3     | 2      | 3    | 8       |
| 7       | Bułgaria          | 3     | 1      | 2    | 6       |
| 8       | Chiny             | 2     | 6      | 6    | 14      |
| 9       | Francja           | 2     | 1      | 3    | 6       |
| 10      | Wielka Brytania   | 2     | 1      | 2    | 5       |
| 11      | Norwegia          | 2     | 1      | 0    | 3       |
| 12      | Korea Południowa  | 2     | 0      | 2    | 4       |
| 13      | Czechosłowacja    | 1     | 3      | 1    | 5       |
| 14      | Szwecja           | 1     | 2      | 2    | 5       |
| 15      | Jugosławia        | 1     | 1      | 3    | 5       |
| 16      | Finlandia         | 1     | 1      | 2    | 4       |
| 17      | Kolumbia          | 1     | 0      | 0    | 1       |
| 18      | Szwajcaria        | 0     | 3      | 3    | 6       |
| 19      | Dania             | 0     | 2      | 1    | 3       |
| 20      | Kuba              | 0     | 1      | 1    | 2       |
| 20      | Polska            | 0     | 1      | 1    | 2       |
| 22      | Australia         | 0     | 1      | 0    | 1       |
| 22      | Hiszpania         | 0     | 1      | 0    | 1       |
| 22      | Portugalia        | 0     | 1      | 0    | 1       |
| 25      | Holandia          | 0     | 0      | 1    | 1       |
| 25      | Japonia           | 0     | 0      | 1    | 1       |

## Wyniki

### Mężczyźni
| Konkurencja                                                | Złoto                                                                   | Wynik                   | Srebro                                                                | Wynik                   | Brąz                                                                        | Wynik                   |
| Strzelanie z karabinu                                      |                                                                         |                         |                                                                       |                         |                                                                             |                         |
| Karabin małokalibrowy, trzy postawy, 50 m                  | Lee Eun-chul                                                            | 1267,8 pkt. (1171+96,8) | Robert Foth                                                           | 1264,6 pkt. (1166+98,6) | Gracza Petikjan                                                             | 1263,7 pkt. (1171+92,7) |
| Karabin małokalibrowy, trzy postawy, 50 m, drużynowo       | ZSRR · Wiaczesław Boczkariew · Kiriłł Iwanow · Gracza Petikjan          | 3490 pkt.               | Czechosłowacja · Milan Bakeš · Petr Kůrka · Miroslav Varga            | 3475 pkt.               | Jugosławia · Rajmond Debevec · Goran Maksimović · Nemanja Mirosavljev       | 3475 pkt.               |
| Karabin małokalibrowy leżąc, 50 m (60 strzałów)            | Wiaczesław Boczkariew                                                   | 701,8 pkt. (597+104,8)  | Harald Stenvaag                                                       | 701,2 pkt. (598+103,2)  | Tadeusz Czerwiński                                                          | 701,1 pkt. (597+104,1)  |
| Karabin małokalibrowy leżąc, 50 m (60 strzałów), drużynowo | ZSRR · Wiaczesław Boczkariew · Giennadij Łuszczykow · Siergiej Martynow | 1784 pkt.               | Czechosłowacja · Jaromír Bureš · Václav Bečvář · Miroslav Varga       | 1780 pkt.               | Jugosławia · Rajmond Debevec · Goran Maksimović · Nemanja Mirosavljev       | 1776 pkt.               |
| Karabin małokalibrowy klęcząc, 50 m                        | Hubert Bichler                                                          | 393 pkt.                | Wiaczesław Boczkariew                                                 | 392 pkt.                | Gracza Petikjan                                                             | 391 pkt.                |
| Karabin małokalibrowy klęcząc, 50 m, drużynowo             | RFN · Hubert Bichler · Thomas Brocher · Peter Heinz                     | 1170 pkt.               | ZSRR · Wiaczesław Boczkariew · Giennadij Łuszczykow · Gracza Petikjan | 1169 pkt.               | Jugosławia · Rajmond Debevec · Goran Maksimović · Nemanja Mirosavljev       | 1160 pkt.               |
| Karabin małokalibrowy stojąc, 50 m                         | Lee Eun-chul                                                            | 387 pkt.                | Enrique Claverol                                                      | 382 pkt.                | Robert Foth                                                                 | 382 pkt.                |
| Karabin małokalibrowy stojąc, 50 m, drużynowo              | ZSRR · Wiaczesław Boczkariew · Kiriłł Iwanow · Gracza Petikjan          | 1138 pkt.               | Czechosłowacja · Milan Bakeš · Petr Kůrka · Miroslav Varga            | 1132 pkt.               | Francja · Jean-Pierre Amat · Pascal Bessy · Michel Bury                     | 1131 pkt.               |
| Karabin dowolny, trzy postawy, 300 m                       | Malcolm Cooper                                                          | 1168 pkt.               | Glenn Dubis                                                           | 1167 pkt.               | Jörgen Herlufsen                                                            | 1163 pkt.               |
| Karabin dowolny, trzy postawy, 300 m, drużynowo            | ZSRR · Anatolij Klimienko · Igor Maksakow · Gracza Petikjan             | 3467 pkt.               | Francja · Pascal Bessy · Roger Chassat · Dominique Maquin             | 3462 pkt.               | Szwecja · Goran Jansson · Roger Jansson · Michael Larsson                   | 3460 pkt.               |
| Karabin dowolny leżąc, 300 m (60 strzałów)                 | Harald Stenvaag                                                         | 600 pkt.                | Norbert Sturny                                                        | 599 pkt.                | Thomas Tamas                                                                | 599 pkt.                |
| Karabin dowolny leżąc, 300 m, drużynowo (60 strzałów)      | Norwegia · Jørn Dalen · Geir Magne Rolland · Harald Stenvaag            | 1785 pkt.               | Stany Zjednoczone · Bradley Carnes · Glenn Dubis · Thomas Tamas       | 1780 pkt.               | Wielka Brytania · Malcolm Cooper · John Davis · Michael Sullivan            | 1779 pkt.               |
| Karabin dowolny klęcząc, 300 m                             | Malcolm Cooper                                                          | 392 pkt.                | Jørgen Herlufsen                                                      | 392 pkt.                | Hubert Bichler                                                              | 390 pkt.                |
| Karabin dowolny klęcząc, 300 m, drużynowo                  | Szwecja · Goran Jansson · Roger Jansson · Michael Larsson               | 1162 pkt.               | ZSRR · Anatolij Klimienko · Igor Maksakow · Gracza Petikjan           | 1154 pkt.               | Szwajcaria · Olivier Cottagnoud · Pierre Dufaux · Norbert Sturny            | 1153 pkt.               |
| Karabin dowolny stojąc, 300 m                              | Glenn Dubis                                                             | 385 pkt.                | Roger Jansson                                                         | 380 pkt.                | Pascal Bessy                                                                | 378 pkt.                |
| Karabin dowolny stojąc, 300 m, drużynowo                   | Francja · Pascal Bessy · Roger Chassat · Dominique Maquin               | 1129 pkt.               | ZSRR · Anatolij Klimienko · Igor Maksakow · Gracza Petikjan           | 1122 pkt.               | Czechosłowacja · Milan Bakeš · Petr Kůrka · Pavel Lískovec                  | 1119 pkt.               |
| Karabin pneumatyczny, 10 m                                 | Hans Riederer                                                           | 697,4 pkt. (595+102,4)  | Rajmond Debevec                                                       | 694,9 pkt. (590+104,9)  | Masaru Yanagida                                                             | 693,7 pkt. (591+102,7)  |
| Karabin pneumatyczny, 10 m, drużynowo                      | RFN · Hannes Hirschvogel · Hans Riederer · Matthias Stich               | 1766 pkt.               | NRD · Olaf Heß · Sven Martini · Frank Rettkowski                      | 1765 pkt.               | Korea Południowa · Cha Young-chul · Eom Won-yong · Yoo Jung-mo              | 1761 pkt.               |
| Karabin standardowy, trzy postawy, 300 m                   | Glenn Dubis                                                             | 582 pkt.                | Norbert Sturny                                                        | 578 pkt.                | Malcolm Cooper                                                              | 577 pkt.                |
| Karabin standardowy, trzy postawy, 300 m, drużynowo        | Stany Zjednoczone · Bradley Carnes · Glenn Dubis · Steve Goff           | 1719 pkt.               | Szwajcaria · Heinz Bräm · Pierre Defaux · Norbert Sturny              | 1713 pkt.               | Finlandia · Kalle Leskinen · Tapio Säynevirta · Ralf Westerlund             | 1710 pkt.               |
| Strzelanie z pistoletu                                     |                                                                         |                         |                                                                       |                         |                                                                             |                         |
| Pistolet centralnego zapłonu, 25 m                         | Siergiej Pyżjanow                                                       | 590 pkt.                | Mirosław Ignatiuk                                                     | 588 pkt.                | Park Byung-taek                                                             | 588 pkt.                |
| Pistolet centralnego zapłonu, 25 m, drużynowo              | ZSRR · Mirosław Ignatiuk · Afanasij Kuzmin · Siergiej Pyżjanow          | 1762 pkt.               | Finlandia · Asko Makinen · Seppo Makinen · Reijo Pärepalo             | 1750 pkt.               | Stany Zjednoczone · Don Nygord · Eduardo Suarez · Darius Young              | 1744 pkt.               |
| Pistolet dowolny, 50 m                                     | Spas Koprinkow                                                          | 671 pkt. (577+94)       | Wang Yifu                                                             | 663 pkt. (569+94)       | Siergiej Pyżjanow                                                           | 660 pkt. (565+95)       |
| Pistolet dowolny, 50 m, drużynowo                          | Węgry · István Ágh · Csaba Győrik · Zoltán Papanitz                     | 1695 pkt.               | ZSRR · Igor Basinski · Aleksandr Mielentiew · Siergiej Pyżjanow       | 1693 pkt.               | Szwecja · Bengt Kamis · Benny Östlund · Ragnar Skanåker                     | 1681 pkt.               |
| Pistolet pneumatyczny, 10 m                                | Bernardo Tobar                                                          | 682,6 pkt. (581+101,6)  | István Ágh                                                            | 681,3 pkt. (579+102,3)  | Boris Kokoriew                                                              | 680,9 pkt. (580+100,9)  |
| Pistolet pneumatyczny, 10 m, drużynowo                     | ZSRR · Boris Kokoriew · Michaił Niestrujew · Siergiej Pyżjanow          | 1732 pkt.               | Węgry · István Ágh · Csaba Győrik · Zoltán Papanitz                   | 1729 pkt.               | NRD · Gernot Eder · Jens Potteck · Uwe Potteck                              | 1722 pkt.               |
| Pistolet standardowy, 25 m                                 | Mirosław Ignatiuk                                                       | 577 pkt.                | Finn Damkjær                                                          | 576 pkt.                | Anton Küchler                                                               | 575 pkt.                |
| Pistolet standardowy, 25 m, drużynowo                      | ZSRR · Igor Basinski · Mirosław Ignatiuk · Afanasij Kuzmin              | 1723 pkt.               | Chiny · Wang Hui · Wang Runxi · Wang Yifu                             | 1713 pkt.               | Stany Zjednoczone · Erich Buljung · Jimmie McCoy · Don Nygord               | 1710 pkt.               |
| Pistolet szybkostrzelny, 25 m                              | Ralf Schumann                                                           | 885 pkt. (594+194+97)   | Mirosław Ignatiuk                                                     | 883 pkt. (592+194+97)   | Petri Eteläniemi                                                            | 882 pkt. (592+193+97)   |
| Pistolet szybkostrzelny, 25 m, drużynowo                   | ZSRR · Mirosław Ignatiuk · Afanasij Kuzmin · Wiktor Torszyn             | 1766 pkt.               | Węgry · László Balogh · Zoltán Kovács · Lajos Pálinkás                | 1759 pkt.               | Szwajcaria · Otto Keller · Anton Küchler · Hansrüdi Schneider               | 1753 pkt.               |
| Strzelanie do ruchomych tarcz                              |                                                                         |                         |                                                                       |                         |                                                                             |                         |
| Ruchoma tarcza, 10 m                                       | Manfred Kurzer                                                          | 664 pkt. (575+89)       | Shu Qingquan                                                          | 659 pkt. (568+91)       | Hennadij Awramienko                                                         | 659 pkt. (569+90)       |
| Ruchoma tarcza, 10 metrów, drużynowo                       | Chiny · Cai Zhiyong · Shu Qingquan · Zhang Ronghui                      | 1694 pkt.               | Węgry · József Ángyán · József Sike · Attila Solti                    | 1693 pkt.               | RFN · Michael Jakosits · Peter Merserth · Jens Zimmermann                   | 1692 pkt.               |
| Ruchoma tarcza, 50 m                                       | Aleksiej Posłow                                                         | 594 pkt.                | Manfred Kurzer                                                        | 594 pkt.                | Hennadij Awramienko                                                         | 594 pkt.                |
| Ruchoma tarcza, 50 metrów, drużynowo                       | Węgry · József Ángyán · József Sike · Attila Solti                      | 1767 pkt.               | ZSRR · Anatolij Asrabajew · Hennadij Awramienko · Aleksiej Posłow     | 1765 pkt.               | Chiny · Ji Gang · Shu Qingquan · Zhang Ronghui                              | 1757 pkt.               |
| Ruchoma tarcza, 50 m mix                                   | Zhang Ronghui                                                           | 396 pkt.                | Hennadij Awramienko                                                   | 394 pkt.                | Manfred Kurzer                                                              | 393 pkt.                |
| Ruchoma tarcza, 50 metrów mix, drużynowo                   | ZSRR · Anatolij Asrabajew · Hennadij Awramienko · Aleksiej Posłow       | 1174 pkt.               | Chiny · Cai Zhiyong · Shu Qingquan · Zhang Ronghui                    | 1171 pkt.               | Węgry · József Ángyán · József Sike · Attila Solti                          | 1165 pkt.               |
| Strzelanie do rzutków                                      |                                                                         |                         |                                                                       |                         |                                                                             |                         |
| Skeet                                                      | Andrea Benelli                                                          | 222 pkt. (198+24)       | Servando Puldon                                                       | 221 pkt. (196+25)       | Tamaz Imnaiszwili                                                           | 220 pkt. (196+24)       |
| Skeet, drużynowo                                           | Czechosłowacja · Bronislav Bechyňský · Leoš Hlaváček · Petr Málek       | 439 pkt.                | ZSRR · Tamaz Imnaiszwili · Peeter Piakk · Walerij Timochin            | 438 pkt.                | Kuba · Servando Puldon · Juan Rodríguez Martínez · Guillermo Alfredo Torres | 435 pkt.                |
| Trap                                                       | Jörg Damme                                                              | 224 pkt. (200+24)       | Daniele Cioni                                                         | 223 pkt. (199+24)       | Marco Venturini                                                             | 221 pkt. (196+25)       |
| Trap, drużynowo                                            | Włochy · Daniele Cioni · Albano Pera · Marco Venturini                  | 441 pkt.                | Portugalia · Antonio Marques · João Rebelo · Manuel Silva             | 440 pkt.                | NRD · Jörg Damme · Thomas Fichtner · Ralf Rehberg                           | 432 pkt.                |
| Trap podwójny                                              | Bret Erickson                                                           | 221 pkt. (175+46)       | Kevin Gill                                                            | 215 pkt. (175+40)       | Jean-Paul Gros                                                              | 214 pkt. (172+42)       |
| Trap podwójny, drużynowo                                   | Francja · Bernard Blondeau · Jean-Paul Gros · Yves Tronc                | 364 pkt.                | Australia · Michael Diamond · Russell Mark · Craig Tilley             | 358 pkt.                | Włochy · Daniele Cioni · Albano Pera · Marco Venturini                      | 354 pkt.                |

### Kobiety
| Konkurencja                                         | Złoto                                                       | Wynik                  | Srebro                                                      | Wynik                  | Brąz                                                             | Wynik                  |
| Strzelanie z karabinu                               |                                                             |                        |                                                             |                        |                                                                  |                        |
| Karabin pneumatyczny, 10 m                          | Éva Joó                                                     | 496,4 pkt. (395+101,4) | Renata Mauer                                                | 494,8 pkt. (392+102,8) | Jolande Swinkels                                                 | 493,6 pkt. (391+102,6) |
| Karabin pneumatyczny, 10 m, drużynowo               | Stany Zjednoczone Launi Meili Kristen Peterson Deena Wigger | 1171 pkt.              | Węgry Bernadette Fehrentheil Éva Fórián Éva Joó             | 1170 pkt.              | ZSRR Walentina Czerkasowa Anna Małuchina Irina Szyłowa           | 1168 pkt.              |
| Karabin standardowy, trzy postawy, 300 m            | Weseła Leczewa                                              | 678,2 pkt. (581+97,2)  | Deena Wigger                                                | 676,1 pkt. (582+94,1)  | Anica Wyłkowa                                                    | 675,5 pkt. (577+98,5)  |
| Karabin standardowy, trzy postawy, 300 m, drużynowo | Bułgaria Weseła Leczewa Nonka Matowa Anica Wyłkowa          | 1738 pkt.              | Stany Zjednoczone Launi Meili Kristen Peterson Deena Wigger | 1725 pkt.              | ZSRR Walentina Czerkasowa Łesia Łeskiw Irina Szyłowa             | 1720 pkt.              |
| Karabin standardowy leżąc, 300 m                    | Irina Szyłowa                                               | 596 pkt.               | Walentina Czerkasowa                                        | 596 pkt.               | Łesia Łeskiw                                                     | 594 pkt.               |
| Karabin standardowy leżąc, 300 m, drużynowo         | ZSRR Walentina Czerkasowa Łesia Łeskiw Irina Szyłowa        | 1786 pkt.              | Bułgaria Weseła Leczewa Nonka Matowa Miłena Spasowa         | 1772 pkt.              | Stany Zjednoczone Tammie de Angelis Launi Meili Kristen Peterson | 1771 pkt.              |
| Strzelanie z pistoletu                              |                                                             |                        |                                                             |                        |                                                                  |                        |
| Pistolet pneumatyczny, 10 m                         | Jasna Šekarić                                               | 483,8 pkt. (384+99,8)  | Marina Łogwinienko                                          | 483,1 pkt. (387+96,1)  | Swietłana Smirnowa                                               | 482,7 pkt. (383+99,7)  |
| Pistolet pneumatyczny, 10 m, drużynowo              | ZSRR Marina Łogwinienko Nino Salukwadze Swietłana Smirnowa  | 1157 pkt.              | RFN Lieselotte Breker Monika Schilleder Margit Stein        | 1134 pkt.              | Bułgaria Maria Grozdewa Tania Stanewa Margarita Szkodrowa        | 1133 pkt.              |
| Pistolet sportowy, 25 m                             | Marina Łogwinienko                                          | 685 pkt. (586+99)      | Jewgienija Gołuzo                                           | 684 pkt. (584+100)     | Li Duihong                                                       | 684 pkt. (585+99)      |
| Pistolet sportowy, 25 m, drużynowo                  | ZSRR Jewgienija Gołuzo Marina Łogwinienko Nino Salukwadze   | 1751 pkt.              | Szwecja Kerstin Bodin Britt Marie Ellis Chris Kajd          | 1735 pkt.              | Chiny Liu Haiying Li Duihong Qian Meifang                        | 1733 pkt.              |
| Strzelanie do rzutków                               |                                                             |                        |                                                             |                        |                                                                  |                        |
| Skeet                                               | Swietłana Diomina                                           | 195 pkt.               | Erzsébet Vasvári                                            | 193 pkt.               | Zhang Shan                                                       | 192 pkt.               |
| Skeet, drużynowo                                    | Węgry Ibolya Golobos Diána Igaly Erzsébet Vasvári           | 429 pkt.               | Chiny Shao Weiping Wu Lanying Zhang Shan                    | 418 pkt.               | ZSRR Swietłana Diomina Zemfira Mieftachietdinowa Jelena Puszyna  | 416 pkt.               |
| Trap                                                | Pia Baldisseri                                              | 189 pkt.               | Roberta Pelusi                                              | 188 pkt.               | Wang Yujin                                                       | 184 pkt.               |
| Trap, drużynowo                                     | Włochy Pia Baldisseri Roberta Pelusi Paola Tattini          | 414 pkt.               | ZSRR Maja Gubiewa Irina Łariczewa Jelena Szyszyrina         | 402 pkt.               | Chiny Lu Ruizhen Wang Yujin Yin Weiping                          | 386 pkt.               |
| Trap podwójny                                       | Satu Pusila                                                 | 162 pkt. (132+30)      | Jelena Szyszyrina                                           | 157 pkt. (130+27)      | Audrey Grosch                                                    | 147 pkt. (120+27)      |
| Trap podwójny, drużynowo                            | ZSRR Maja Gubiewa Irina Łariczewa Jelena Szyszyrina         | 246 pkt.               | Chiny Lu Ruizhen Wang Yujin Yin Weiping                     | 231 pkt.               | Stany Zjednoczone Carol Gephart Audrey Grosch Denise Morrison    | 230 pkt.               |